# Collie (Western Australia)
Collie ist eine Stadt in der Region South West des australischen Bundesstaates Western Australia, 213 Kilometer südlich der Hauptstadt Perth und 59 Kilometer landeinwärts von der Regionalhauptstadt und Hafenstadt Bunbury. Die Stadt liegt in der Nähe der Mündung des Harris River in den Collie River, mitten in dichtem Jerryhl-Wald und in Western Australias einzigem Kohleabbaugebiet. Bei der letzten Volkszählung 2006 hatte die Stadt 7084 Einwohner.
Collie ist hauptsächlich als Zentrum des Kohleabbaus bekannt, besitzt aber auch eine Industrie, Landwirtschaft und Tourismus. Die Muja Power Station liegt im Osten der Stadt und westlich davon das Wellington Reservoir, ein beliebter Stausee zum Fischen, Schwimmen und Bootfahren.
Die Stadt wurde nach dem Fluss benannt, an dem sie liegt, den James Stirling nach Dr. Alexander Collie benannt. Er und William Preston waren die ersten Europäer, die diese Gegend 1829 erforschten.
Kohle wurde Anfang der 1880er-Jahre von dem Schafhirten George Marsh in der Gegend entdeckt. Die Kohlegruben entstanden Ende der 1890er-Jahre und 1897 wurde die Stadt vermessen und kartiert.
Collie galt einst als “schmutzige Bergbaustadt”, aber am 8. April 2006 gewann die Stadt den australischen Tidy-Towns-Wettbewerb. Collie wurde zur saubersten Stadt aller Bundesstaaten und des Northern Territory wegen ihrer Selbstverpflichtung zum Recycling, ihrer Abfallbehandlung, ihrer Stadtverschönerung und ihrer kommunalen Projekte ernannt.

## Wirtschaft und Industrie
Die Stadt Collie liegt in einem Sedimentbecken, dem Perthbecken. In diesem Sedimentbecken befindet sich ein Teilabschnitt mit Kohlevorkommen, das Collie Sub-basin. Collie spielt eine bedeutende Rolle für die Erzeugung elektrischer Energie in Western Australia mit zwei Kohlenbergwerken und drei Kraftwerken, die mit Kohle und Gas Strom erzeugen.

### Kohlebergwerke
Das Unternehmen Western Collieries baut in der Wesfarmers Premier Coal mine, die etwa 22 km von Collie entfernt ist, etwa 4 Millionen Tonnen jährlich ab. Mit der Steinkohle aus dem Bergwerk Premier Coal wird die Collie A Power Station mit 1 bis 1,2 Millionen und die Muja Power Station mit 2 Millionen Tonnen beliefert. Auch die Kwinana Power Station an der Westküste von Western Australia erhält Kohle dieses Bergwerks. das die Eisenbahn dorthin transportiert.
Die 2010 in finanzielle Schwierigkeiten geratene australische Griffin Coal, ein Teil der Unternehmensgruppe „Griffin Energy“  wurde 2011 von der indischen Lanco Infratech übernommen, die die Infrastruktur der Bergwerke von Griffin Coal ausbaut und etwa 4,5 Millionen Tonnen Kohle jährlich abbaut. Lanco plant u. a. Kohle nach Bunbury mit der Eisenbahn zu transportieren. 2010 wurde die Muja Mine geschlossen. Ein offener Kohle-Tagebau südlich und westlich der alten Muja Mine mit einem Kohlevorkommen von etwa 140 Millionen Tonnen wird derzeit erschlossen.

### Kraftwerke

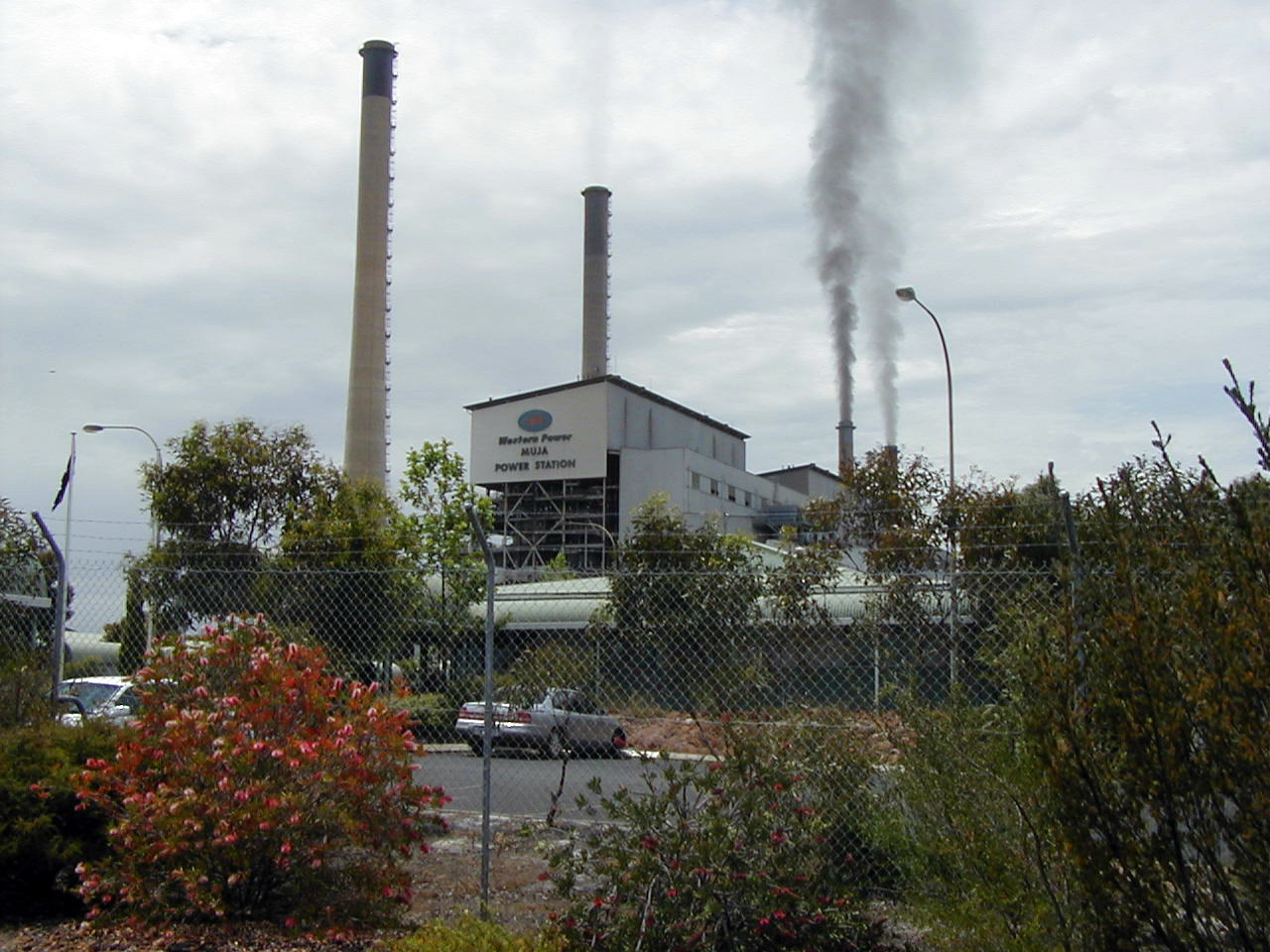
Muja Power Station

Am 21. April 1966 eröffnete das Kraftwerk Muja Power Station, das 22 km östlich von Collie liegt, mit acht Kohleturbinen seinen Betrieb mit in einer Gesamtkapazität von 854 Megawatt (MW) zur Stromerzeugung. 2007 wurden die Kohleturbinen dieses Kraftwerks wegen ihrer Kohlendioxid-Emissionen geschlossen und wurden Gasturbinen eingebaut, die diese Emissionen stark reduzierten. und als 3. Juni 2008 die Gaskrise in Western Australia wegen des Bruchs einer Erdgasleitung und der Zerstörung der Anlagen auf der Varanus-Insel eintrat, musste dieses Kraftwerk bis zum 23. Juni 2008 vom Netz genommen werden.
Ein weiteres Kohle-Kraftwerk bei Collie ist die 10 km entfernte Collie Power Station mit einer Kapazität von 340 MW, das 1999 eröffnet wurde und heute von dem Versorger Verveenergie betrieben wird.
4,5 Kilometer von der Stadt entfernt wurde das erste private Kohle-Kraftwerk in Western Australia von dem 1997 gegründeten Unternehmen Griffin Energy eröffnet, die Bluewaters Power Station.

## Schulen
Collie hat fünf Grundschulen: Allanson Primary School, Fairview Primary School, Amaroo Primary School, Saint Brigid’s Catholic College und Wilson Park Primary School. Daneben gibt es eine weiterführende Schule, Collie Senior High School.

## Tourismus und Einrichtungen
Die Sehenswürdigkeiten in Collie sind das Steam Locomotive Museum, das Collie Museum und das Wellington Reservoir. An Grünflächen gibt es den Soldier's Memorial Park und den daneben den Stockton Lake und Collie River.
Collie richtet auch das Kostecki Motorplex aus, das einzige regelmäßige Motorsportveranstaltung in Western Australia außerhalb des Großraums Perth.

## Klima
Collie hat mediterranes Klima mit heißen, trockenen Sommern und kühlen, feuchten Wintern (Effektive Klimaklassifikation: „Csb“)
|                       | Jan  | Feb  | Mär  | Apr  | Mai   | Jun   | Jul   | Aug   | Sep  | Okt  | Nov  | Dez  |   |       |
| Mittl. Tagesmax. (°C) | 30,5 | 30,1 | 27,3 | 23,1 | 18,9  | 16,3  | 15,1  | 16,3  | 18,1 | 20,7 | 24,8 | 28,3 | ⌀ | 22,4  |
| Mittl. Tagesmin. (°C) | 13,2 | 13,1 | 11,5 | 8,7  | 6,3   | 5,0   | 4,2   | 4,5   | 5,8  | 7,4  | 9,7  | 11,7 | ⌀ | 8,4   |
|                       |      |      |      |      |       |       |       |       |      |      |      |      |   |       |
| Niederschlag (mm)     | 14,8 | 14,2 | 23,6 | 48,2 | 125,9 | 180,3 | 179,4 | 140,6 | 99,9 | 64,5 | 32,1 | 16,0 | Σ | 939,5 |
|                       |      |      |      |      |       |       |       |       |      |      |      |      |   |       |
| Regentage (d)         | 1,7  | 1,9  | 2,8  | 5,5  | 10,2  | 13,4  | 14,5  | 13,2  | 11,0 | 8,3  | 4,9  | 2,7  | Σ | 90,1  |

| 13,2 |

| 13,1 |

| 11,5 |

| 8,7 |

| 6,3 |

| 5,0 |

| 4,2 |

| 4,5 |

| 5,8 |

| 7,4 |

| 9,7 |

| 11,7 |

| 13,2 |

| 13,1 |

| 11,5 |

| 8,7 |

| 6,3 |

| 5,0 |

| 4,2 |

| 4,5 |

| 5,8 |

| 7,4 |

| 9,7 |

| 11,7 |

## Bilder

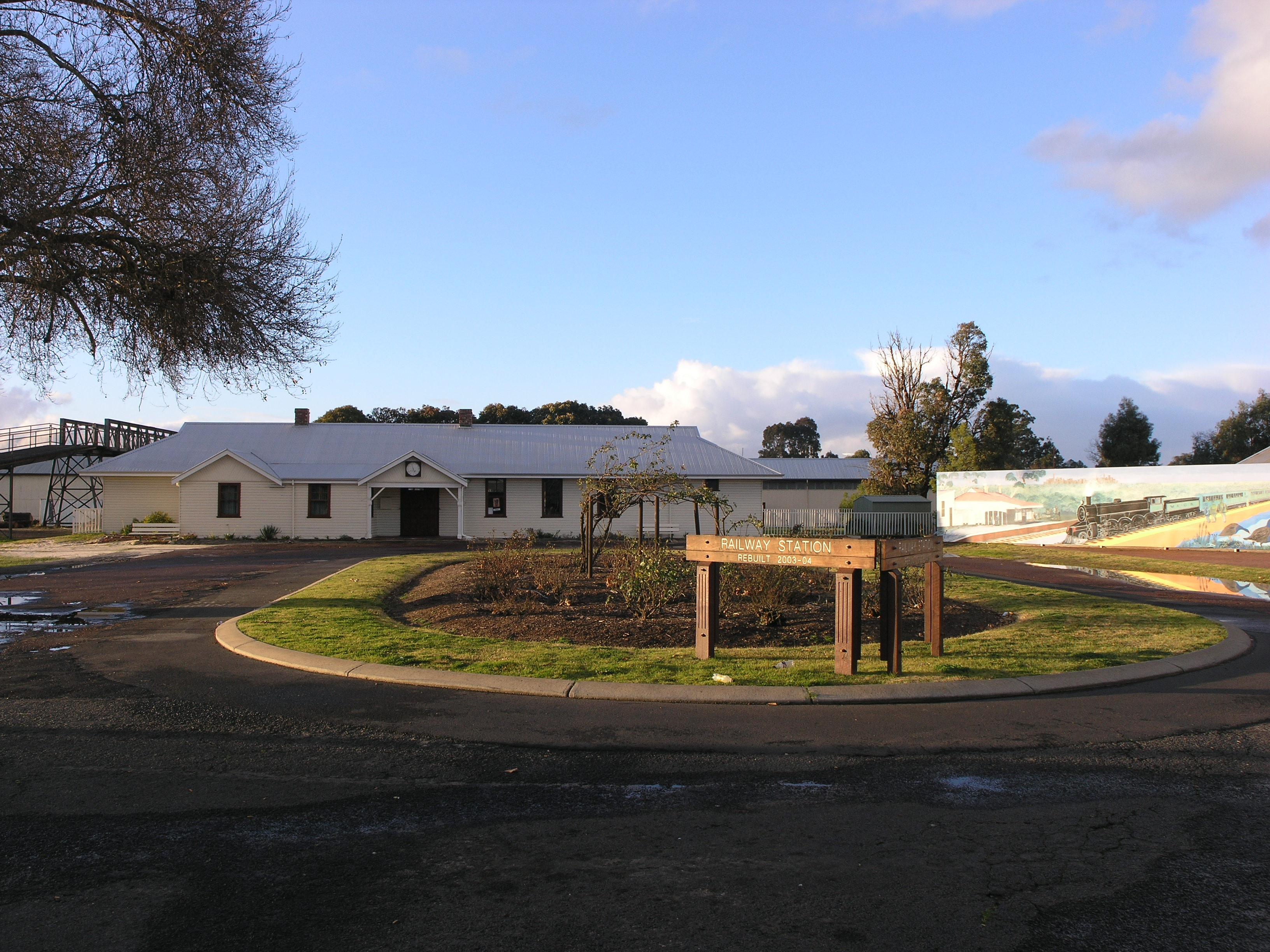
Bahnhof von Collie
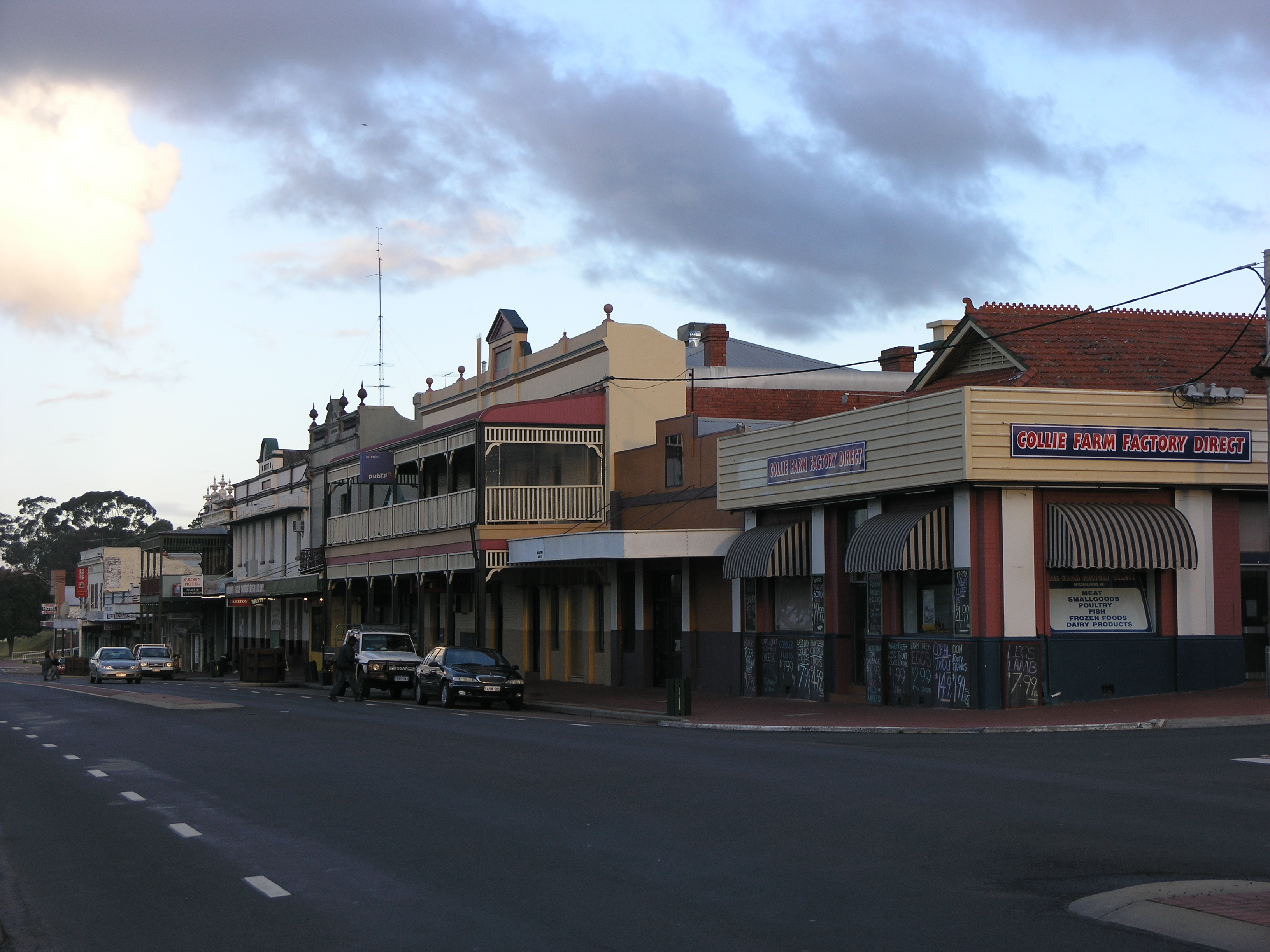
Hauptstraße von Collie